# Polygordius neapolitanus
Polygordius neapolitanus är en ringmaskart som beskrevs av Fraipont 1887. Polygordius neapolitanus ingår i släktet Polygordius och familjen Polygordiidae. Inga underarter finns listade i Catalogue of Life.